# Klára Sárközy
Klára Sárközy (ur. 12 marca 1953 w Farnie) – słowacka lekarka i parlamentarzystka węgierskiego pochodzenia.

## Życiorys
Studiowała stomatologię na Wydziale Medycyny Uniwersytetu Komeńskiego w Bratysławie, po czym do lutego 1995 pracowała na posadzie państwowej jako lekarz stomatolog. Po upadku komunizmu w Czechosłowacji zaangażowała się w działalność polityczną, w czerwcu 1992 wybrano ją posłanką do Zgromadzenia Federalnego w Pradze (mandat sprawowała do 31 grudnia 1992). Po odejściu ze wspólnego parlamentu pracowała dalej jako stomatolog, od 1995 prowadziła prywatną praktykę. W 1998 wróciła do polityki obejmując mandat posła do Słowackiej Rady Narodowej z listy Partii Węgierskiej Koalicji. Po raz kolejny została wybrana w latach 2002 i 2006.